# Коса Стрілка
Коса́ Стрі́лка — орнітологічний заказник загальнодержавного значення в Україні. Розташований у Березівському районі Одеської області, на схід від сіл Курісове і Каїри.
Площа 394 га. Заказник створено згідно з постановою Ради Міністрів України від 28.10.1974 року № 500, перезатверджено постановою Ради Міністрів України від 07.01.1985 року № 5. Розташований на землях, підпорядкованих Петрівському державному аграрному технікуму.
Заказник займає територію однойменної коси на узбережжі Тилігульського лиману, поблизу Каїрської затоки. На його території: сільгоспугіддя, лісосмуги, заплавні луки.

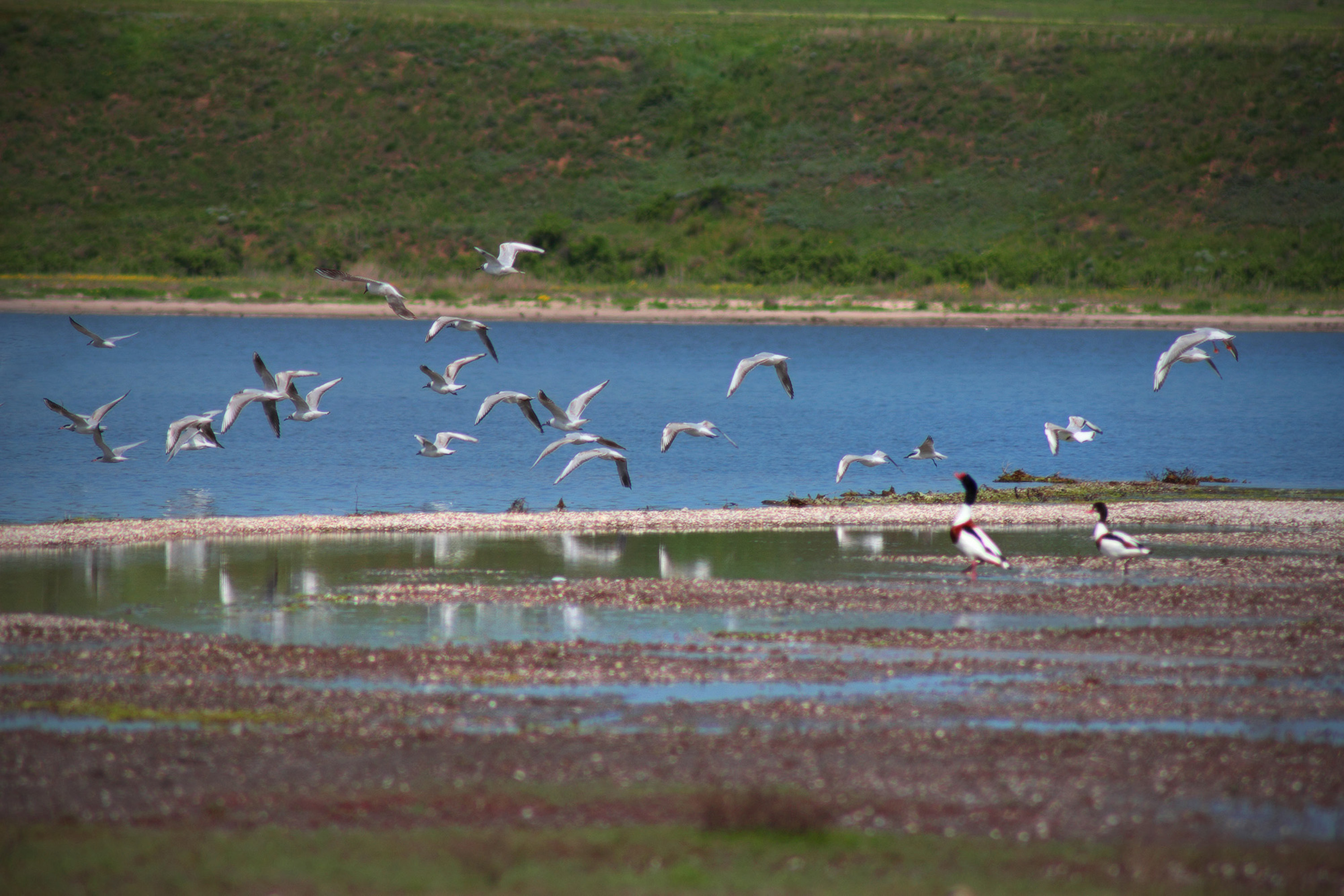
Птахи в заказнику

Заказник створено для охорони лиманного мілководдя як місця нагулу та зимівлі водоплавних птахів на прилиманських схилах і косі Тилігульського лиману з 200-метровою смугою прилеглої акваторії.
У заказнику трапляються до 220 видів птахів, зокрема лебідь-шипун. Багато з них занесено до Червоної книги України, у тому числі шилодзьобка, а також крячок малий, крячок річковий, галагаз, мала біла чапля, сіра чапля, шилодзьобка, ходуличник. На зимівлю сюди прилітають десятки тисяч північних птахів.
Тут також водяться сарна європейська, лисиця звичайна, борсук європейський, кріль європейський.